# Фронт визволення Квебеку

Прапор Фронту визволення Квебеку, що вживався на демонстраціях у 1968-71 у Монреалі

Фронт визволення Квебеку (фр. Front de libération du Québec (FLQ)) — крайньо-ліва терористична організація, яка боролася за незалежність Квебеку і перетворення його на соціалістичну державу. Створена у 1960 році. Після так званої Жовтневої кризи 1970 року (фр. Crise d'Octobre) Фронт було майже повністю нейтралізовано.

## Соціальна ситуація у Квебеку на початку 1960-х років
У Квебеку, франкомовне й англомовне населення становило дві окремі спільноти, що жили майже у паралельних світах. Економічне становище франко- й англоканадців відрізнялося істотно: більшість франкоканадців були або робітниками, або селянами — виконували, переважно, низькокваліфіковані та низькооплачувані роботи. Франкомовних квебекців часто використовували, як дешеву робочу силу — при рівній кваліфікації, франкомовні квебекці отримували меншу заробітну платню, ніж англомовні канадці. Хоч франкомовні квебекці становили понад 80% населення провінції, ключові посади в економіці займала англомовна меншина: англійська була мовою бізнесу, а в крупних магазинах та компаніях клієнтів відмовлялися обслуговувати французькою.
У 1960-х роках розпочалася «Тиха революція» — масштабні зміни у квебекському суспільстві. Якщо в епоху Дюплессі  воно було консервативним та релігійним, то тепер почалася модернізація і поширення нових ідей.  За таких умов частина молоді бачила в соціалістичних ідеологіях засіб захисту своїх національних та економічних прав, а невеличка частина суспільства навіть готова була стати на збройний шлях.

## Діяльність Фронту
1960—1970 роках бойовики Фронту визволення Квебеку підготували більш ніж 200 терористичних актів. Частіше за все терористи діяли за допомогою саморобних бомб. Бомби вибухали у військових частинах, у шикарних готелях, банках і навіть у поштових скриньках багатого англо-монреальського району Вестмаунт. На щастя, більшість терактів обійшлося без людських жертв.

## Жовтнева криза 1970 року
У жовтні 1970 Фронт викрав британського дипломата Джеймса Кроса та міністра праці Квебеку П'єра Лапорта. Останнього потім вбили. У відповідь, прем'єр-міністр Канади П'єр Трюдо оголосив воєнний стан і ввів до Квебеку федеральні війська.
Біля 457 осіб було затримано без ордеру на арешт. Значна частина з них не мала відношення ані до Фронту, ані до терористичної діяльності.
З Фронтом було фактично покінчено. Кільком активістам було дозволено вилетіти на Кубу, де Кастро зустрів їх, як героїв. Деякі з них пізніше повернулися до Квебеку і зажили мирним життям. Кілька осіб протягом кількох років брали участь у лівих терористичних рухах у різних країнах світу.

## Сьогодні
Протягом 2000-х років була спроба відродити Фронт, але вже як звичайну громадську організацію, без натяку на тероризм. Новоутворена організація, якщо вона справді існує, нагадує про себе, переважно, через графіті і немає ніякого громадського впливу.